# قانون فريدل
قانون فريدل أو قاعدة فريدل، الذي سمي على اسم جورج فريدل، هو خاصية تحويلات فورييه للوظائف الحقيقية.
بالنسبة لدالة حقيقية {\displaystyle f(x)}، فإن تحويل فورييه لها يُعطى بالعلاقة:
{\displaystyle F(k)=\int _{-\infty }^{+\infty }f(x)e^{ik\cdot x}dx}
وله الخصائص التالية:
- {\displaystyle F(k)=F^{*}(-k)\,}

حيث {\displaystyle F^{*}} هو المرافق العقدي لـ{\displaystyle F}.
النقاط ذات التناظر المركزي من الشكل {\displaystyle (k,-k)} تُسمى أزواج فريدل.
سعة التحويل المربعة ({\displaystyle |F|^{2}}) متناظرة مركزيًا:
- {\displaystyle |F(k)|^{2}=|F(-k)|^{2}\,}

أما طور {\displaystyle \phi } للدالة {\displaystyle F} فهو ضد تناظري:
- {\displaystyle \phi (k)=-\phi (-k)\,}

تُستخدم قاعدة فريدل في حيود الأشعة السينية، علم البلورات، والتبعثر الناتج عن كمونات حقيقية ضمن تقريب Born approximation.
لاحظ أن عملية التوأمة (تُسمى أيضًا: Opération de maclage) تعادل وجود مركز انعكاس، وأن الشدات الناتجة عن الانعكاسات الفردية تكون متساوية حسب قاعدة فريدل.